# Система ETRTO
Система маркировки ISO 5775 (ETRTO) — международный стандарт обозначений размеров велосипедных ободов и покрышек. При разработке стандарта использовалась система «ETRTO», разработанная одноимённой организацией «European Tyre and Rim Technical Organization» (Европейская техническая организация по ободам и покрышкам). Эта же система обозначений использовалась в советском ГОСТ 4750.
Обозначение размера по ISO состоит из двух чисел, например, «40-622», где:
- Первое число — ширина покрышки в миллиметрах. Действительная ширина покрышки может несколько отличаться от указанной в зависимости от того, на ободе какой ширины она будет установлена. Обод также имеет ширину, которая равна внутреннему расстоянию между фланцами, например «19-622». Существуют таблицы совместимости ширины обода и покрышки, которых следует придерживаться (добавить).
- Второе число — посадочный диаметр обода в миллиметрах. Совпадение посадочного диаметра покрышки и обода, при условии совместимости ширины покрышки и обода согласно таблице, обозначает их полную совместимость.

Это обозначение, наряду с другими, можно увидеть на боковой части покрышки и обода. На практике как правило используется обозначение вида 622x40, где ширина указана вторым числом.